# Галуган Олексій Іванович
Олексій Іванович Галуган (21 березня 1912, Баштине — 1 листопада 1948, Київ) — радянський офіцер, Герой Радянського Союзу, в роки німецько-радянської війни командир роти 337-го гвардійського стрілецького полку 121-ї гвардійської стрілецької дивізії 13-ї армії 1-го Українського фронту, гвардії старший лейтенант.

## Біографія
Народився 21 березня 1912 року в селі Баштиному (тепер Петрівського району Кіровоградської області) в селянській родині. Українець. Член КПРС з 1940 року. Закінчив п'ять класів середньої школи. Працював у колгоспі. Був обраний головою сільради.
У 1935 році призваний до лав Червоної Армії. Брав участь у в окупаційному поході радянських військ у Західну Україну і Західну Білорусь в 1939 році. У боях німецько-радянської війни з червня 1941 року. У 1943 році закінчив курси удосконалення офіцерського складу і був призначений командиром роти 337-го гвардійського стрілецького полку. Воював на 1-му Українському фронті.
Відзначився при форсуванні річки Одеру. 26 січня 1945 року рота під його командуванням, подолала на підручних засобах річку в районі польського селища Кебен (Хобеня) за 15 кілометрів на північ від польського міста Сцинава. 29 січня 1945 року його рота першою увірвалася в селище Раудтен (Рудна) за 13 кілометрів на захід від Хобеня.
Указом Президії Верховної Ради СРСР від 10 квітня 1945 року за мужність і героїзм, проявлені при форсуванні річки Одеру і вміле командування ротою гвардії старшому лейтенанту Олексію Івановичу Галугану присвоєно звання Героя Радянського Союзу з врученням ордена Леніна і медалі «Золота Зірка» (№ 8613).

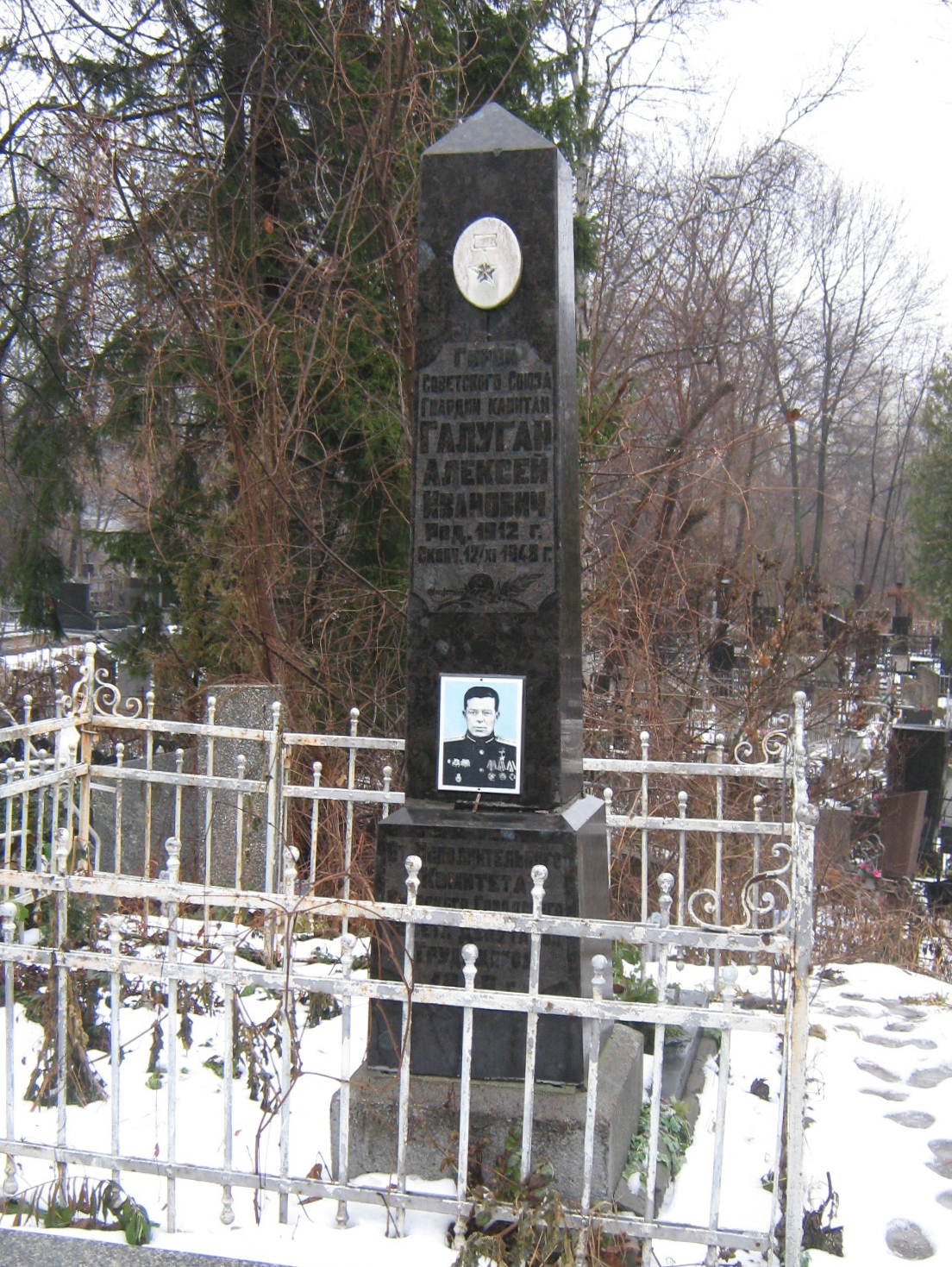
Могила Олексія Галугана

У 1946 році гвардії капітан О. І. Галуган звільнився у запас. Жив у Києві. Помер 1 листопада 1948 року. Похований у Києві на Байковому кладовищі (ділянка № 2).

## Нагороди, пам'ять
Нагороджений орденом Леніна, орденом Олександра Невського, орденом Вітчизняної війни 2-го ступеня, орденом Червоної Зірки, медалями.